# Collana Arco
La Collana Arco è stata una collana editoriale di serie a fumetti di genere western edita in Italia dalle Edizioni Audace negli anni cinquanta.

## Storia editoriale
La collana è composta da otto serie, ciascuna di esse incentrate su un diverso personaggio protagonista. Venne pubblicata settimanalmente nel formato a strisce a 32 pagine, caratteristico del periodo. Molte di queste serie vennero poi ristampate nella collana Avventure del West. Le serie vennero scritte da Giovanni Luigi Bonelli, Andrea Lavezzolo e Roy D'Amy e disegnate da Mario Uggeri, Pietro Gamba, Dino Battaglia, Gino D'Antonio, Renzo Calegari, Roy D'Amy e Giovanni Ticci.
Ciascuna serie era incentrata su un diverso personaggio:
1. Yuma Kid (1953)
2. Za La Mort (1953-1954)
3. El Kid (1955-1956)
4. Terry (1956)
5. Cherry Brandy racconta (1956)
6. La Pattuglia dei Bufali (1957)
7. Big Davy (1957)
8. Rocky Star (1957-1958)